# Collegio uninominale Sicilia - 07
Il collegio elettorale uninominale Sicilia - 07 è stato un collegio elettorale uninominale della Repubblica Italiana per l'elezione del Senato tra il 2017 ed il 2022.

## Territorio
Come previsto dalla legge elettorale italiana del 2017, il collegio era stato definito tramite decreto legislativo all'interno della circoscrizione Sicilia.
Era formato dal territorio di 45 comuni: Aci Bonaccorsi, Aci Catena, Aci Sant'Antonio, Acireale, Adrano, Biancavilla, Bronte, Calatabiano, Caltagirone, Castel di Iudica, Castiglione di Sicilia, Fiumefreddo di Sicilia, Giarre, Grammichele, Licodia Eubea, Linguaglossa, Maletto, Maniace, Mascali, Mazzarrone, Militello in Val di Catania, Milo, Mineo, Mirabella Imbaccari, Nicolosi, Niscemi, Palagonia, Paternò, Pedara, Piedimonte Etneo, Raddusa, Ragalna, Ramacca, Randazzo, Riposto, San Cono, San Michele di Ganzaria, Santa Maria di Licodia, Santa Venerina, Sant'Alfio, Scordia, Trecastagni, Viagrande, Vizzini, Zafferana Etnea.
Il collegio era quindi compreso tra la città metropolitana di Catania e la provincia di Caltanissetta.
Il collegio era parte del collegio plurinominale Sicilia - 02.

## Eletti
| Elezione | Elezione | Deputato      | Partito              |
| -------- | -------- | ------------- | -------------------- |
|          | 2018     | Tiziana Drago | Movimento 5 Stelle   |
|          | 2021     | Tiziana Drago | Alternativa Popolare |
|          | 2021     | Tiziana Drago | Fratelli d'Italia    |

## Dati elettorali

### XVIII legislatura
Come previsto dalla legge elettorale, 116 senatori erano eletti con sistema a maggioranza relativa in altrettanti collegi uninominali a turno unico.
| Candidati              | Candidati               | Voti    | %     | Liste                                | Voti    | %     |
| ---------------------- | ----------------------- | ------- | ----- | ------------------------------------ | ------- | ----- |
|                        | Tiziana Drago ✔️ Eletto | 120 641 | 48,01 | Movimento 5 Stelle                   | 120 641 | 48,01 |
|                        | Angelo Attaguile        | 87 367  | 34,77 | Forza Italia                         | 55 688  | 22,16 |
| Lega                   | Angelo Attaguile        | 87 367  | 34,77 | 13 090                               | 5,21    |       |
| Fratelli d'Italia      | Angelo Attaguile        | 87 367  | 34,77 | 9 986                                | 3,97    |       |
| Noi con l'Italia - UDC | Angelo Attaguile        | 87 367  | 34,77 | 8 603                                | 3,42    |       |
|                        | Giovanni Burtone        | 30 641  | 12,19 | Partito Democratico                  | 26 841  | 10,68 |
| +Europa                | Giovanni Burtone        | 30 641  | 12,19 | 2 195                                | 0,87    |       |
| Civica Popolare        | Giovanni Burtone        | 30 641  | 12,19 | 1 042                                | 0,41    |       |
| Italia Europa Insieme  | Giovanni Burtone        | 30 641  | 12,19 | 563                                  | 0,22    |       |
|                        | Leo Micali              | 5 152   | 2,05  | Liberi e Uguali                      | 5 152   | 2,05  |
|                        | Alessandro Gambino      | 2 059   | 0,82  | Il Popolo della Famiglia             | 2 059   | 0,82  |
|                        | Salvatore Scuderi       | 1 710   | 0,68  | Potere al Popolo!                    | 1 710   | 0,68  |
|                        | Giuseppe Spadafora      | 1 552   | 0,62  | CasaPound                            | 1 552   | 0,62  |
|                        | Renato Penna            | 1 478   | 0,59  | Italia agli Italiani                 | 1 478   | 0,59  |
|                        | Flavio Aliotta          | 314     | 0,12  | Partito Valore Umano                 | 314     | 0,12  |
|                        | Maria Luisa Gambina     | 231     | 0,09  | Lista del Popolo per la Costituzione | 231     | 0,09  |
|                        | Lucia Ferrara           | 154     | 0,06  | PRI - ALA                            | 154     | 0,06  |
| Totale                 | Totale                  | 251 299 | 100   |                                      | 251 299 | 100   |
|                        |                         |         |       |                                      |         |       |
| Voti non validi        | Voti non validi         | 11 886  | 4,52  |                                      |         |       |
| Votanti                | Votanti                 | 263 185 | 64,31 |                                      |         |       |
| Elettori               | Elettori                | 409 250 |       |                                      |         |       |